# L'Avenir (album)
Pour les articles homonymes, voir L'Avenir.
Albums de Florent Pagny
Aime la vie
(2019) 2 bis
(2023)
Singles
1. L'Instinct
Sortie : 7 mai 2021[1]
2. L'Avenir
Sortie : septembre 2021

L'Avenir est le 20e album studio de Florent Pagny et son 27e album discographique, sorti le 17 septembre 2021 chez Capitol Music France.

## Liste des titres
L'album comporte dix chansons :
| No  | Titre                                                                     | Paroles         | Musique                       | Durée |
| --- | ------------------------------------------------------------------------- | --------------- | ----------------------------- | ----- |
| 1.  | L'Avenir                                                                  | Serge Lama      | Calogero                      | 3:42  |
| 2.  | L'Instinct                                                                | Bruno Guglielmi | Gioacchino Maurici            | 4:14  |
| 3.  | L'Idéal                                                                   | Bruno Guglielmi | Calogero                      | 3:43  |
| 4.  | Les Passerelles                                                           | Paul École      | Calogero - Julien Clerc       | 4:31  |
| 5.  | Les arbres se souviennent                                                 | Paul École      | Calogero - Gioacchino Maurici | 3:54  |
| 6.  | Les Nouveaux Rêves (avec la participation de Barbara Pravi (voix parlée)) | Paul École      | Calogero                      | 4:53  |
| 7.  | Comme avant                                                               | Marie Bastide   | Calogero                      | 3:05  |
| 8.  | Toi et moi                                                                | Bruno Guglielmi | Calogero                      | 3:14  |
| 9.  | Quand elle rentrera                                                       | Barbara Pravi   | Calogero                      | 2:44  |
| 10. | Plus ta voix                                                              | Carla Bruni     | Calogero                      | 4:10  |

## Classement
L'album se classe n°1 des ventes en France lors dès son entrée dans le Top albums, avec 16 453 équivalents ventes.